# International Women's Open 2007
L'International Women's Open 2007 è stato un torneo di tennis giocato sull'erba. 
È stata la 33ª edizione del torneo di Eastbourne, che fa parte della categoria Tier II nell'ambito del WTA Tour 2007. 
Si è giocato a Eastbourne in Inghilterra, dal 16 al 23 giugno 2007.

## Campioni

### Singolare
Justine Henin ha battuto in finale  Amélie Mauresmo con il punteggio di 7–5, 6(4)–7, 7–6(2).

### Doppio
Lisa Raymond /  Samantha Stosur hanno battuto in finale  Květa Peschke /  Rennae Stubbs con il punteggio di 6(5)–7, 6–4, 6–3.